# Games People Play
Games People Play è una canzone scritta, composta ed eseguita dal cantante statunitense Joe South, pubblicata come singolo sul finire del 1968.
Diventò il suo maggior successo, raggiungendo la posizione numero 12 della Billboard Hot 100 negli Stati Uniti e il sesto posto della Official Singles Chart nel Regno Unito.
È stata premiata con il Grammy Award alla canzone dell'anno nel 1970.

## Cover
La canzone negli anni è stata reinterpretata da numerosi artisti, tra cui:
- Ed Ames
- Lynn Anderson
- Bob Andy
- Big Tom and The Mainliners
- Petula Clark
- King Curtis (featuring Duane Allman)
- DJ Bobo
- Lee Dorsey
- Dreadzone
- YOYO
- Winston Francis
- Dick Gaughan
- The Georgia Satellites
- Earl Grant
- Jools Holland (con Marc Almond alla voce)
- Ike & Tina Turner
- Inner Circle
- Waylon Jennings
- Johnny Johnson and the Bandwagon
- Tom Jones
- The Jordanaires
- David Knopfler
- Henning Kvitnes
- Bettye LaVette
- Jerry Lee Lewis[3]
- Lissie
- Liverpool Express
- Dolly Parton (nel suo album My Blue Ridge Mountain Boy del 1969)
- Della Reese
- Ray Stevens
- Glen P. Stone
- James Taylor
- Johnnie Taylor
- Tesla (nel loro album Bust a Nut del 1994)
- Mel Tormé
- The Tremeloes
- Truth & Salvage Co.
- Don Williams
- Hank Williams Jr.

Esiste anche una versione italiana di Edoardo Bennato intitolata "Il gioco continua".